# 5405 Neverland
5405 Neverland este o planetă minoră (asteroid) din centura de asteroizi. A fost descoperită pe 11 aprilie 1991 la Yatsugatake South Base Observatory⁠(d) de Yoshio Kushida⁠(d) și a fost numită după Țara de nicăieri. 
Obiectul prezintă o orbită caracterizată de o semiaxă mare de 2,6656452 UAi, o excentricitate de 0,24, o înclinație de 10,40302 ° în raport cu ecliptica.